# Бельгия на летних Олимпийских играх 1924
Бельгия принимала участие в Летних Олимпийских играх 1924 года в Париже (Франция) в пятый раз за свою историю, и завоевала три бронзовые, три золотые и семь серебряных медалей. Сборная страны состояла из 172 человек (166 мужчин, 6 женщин), выступивших в соревнованиях по 17 видам спорта.

## Медалисты
| Медаль  | Спортсмен                                                                                 | Вид спорта     | Дисциплина                             |
| ------- | ----------------------------------------------------------------------------------------- | -------------- | -------------------------------------- |
| Золото  | Жан Деларж                                                                                | Бокс           | Мужчины, до 66,7 кг                    |
| Золото  | Шарль Дельпорт                                                                            | Фехтование     | Мужчины, шпага, личное первенство      |
| Золото  | Леон Уйбрехтс                                                                             | Парусный спорт | Французский национальный монотип       |
| Серебро | Поль Анспах Леон Том Эрне Жевер Жозеф де Краэкер Фернан де Монтиньи Шарль Дельпорт        | Фехтование     | Мужчины, шпага, командное первенство   |
| Серебро | Дезире Борен Шарль Краэ Фернан де Монтиньи Морис ван Дамм Марсель Берре Альберт де Роокер | Фехтование     | Мужчины, рапира, командное первенство  |
| Серебро | Хенри Хувенаэрс                                                                           | Велоспорт      | Мужчины, раздельная гонка              |
| Серебро | Хенри Хувенаэрс Альфонс Парвондри Жан ван ден Бош                                         | Велоспорт      | Мужчины, командная раздельная гонка    |
| Серебро | Жозеф де Комб                                                                             | Плавание       | Мужчины, 200 м брассом                 |
| Серебро | Команда                                                                                   | Водное поло    | Мужчины                                |
| Серебро | Пьер Оливье                                                                               | Борьба         | Мужчины, вольная борьба, до 79 кг      |
| Бронза  | Жозеф-Жюль Бекен                                                                          | Бокс           | Мужчины, до 72,6 кг                    |
| Бронза  | Морис ван Дамм                                                                            | Фехтование     | Мужчины, рапира, личное первенство     |
| Бронза  | Жан ван ден Бош Леонар Дагелинк Хенри Хувенаэрс Фернан Сэв                                | Велоспорт      | Мужчины, командная гонка преследования |